# Nature Neuroscience
Nature Neuroscience — нейробиологический научный журнал, издаваемый Nature Publishing Group с 1998 года.
В 2016 году журнал обладал импакт-фактором 17,839.

## О журнале
Журнал публикует статьи, посвящённые последним достижениям в области нейробиологии. Основные направления исследований, представленные в журнале, включают в себя:
- Молекулярная, клеточная, системная и когнитивная нейробиология
- Психофизика
- Компьютерное моделирование нервной системы
- Болезни нервной системы